# اندیس رونیز ۱
رونیز ۱ یک اندیس فلزی است که در حوالی شهر آباده طشک استان فارس قرار دارد و مادهٔ معدنی موجود در آن، مس است.سنگ میزبان این اندیس ماسه سنگ ، شیل است و دیرینگی آن به دوران مزوزوئیک می‌رسد. در این اندیس، پاراژنز‌های پیریت ، آزوریت، باریت ، لیمونیت یافت می‌شوند.